# Castillo de Huntly

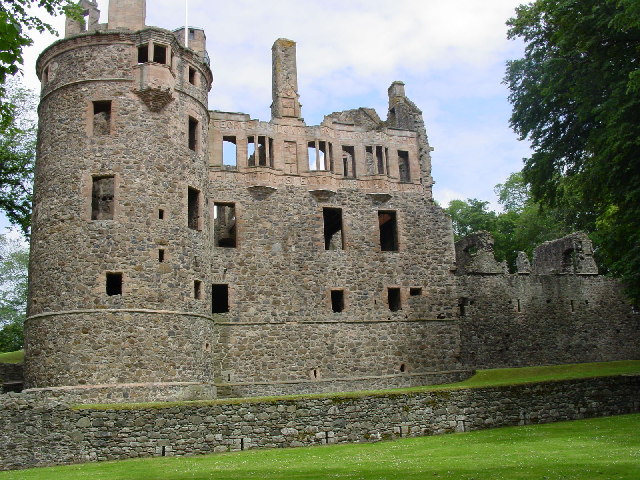
Las ruinas del castillo de Huntly

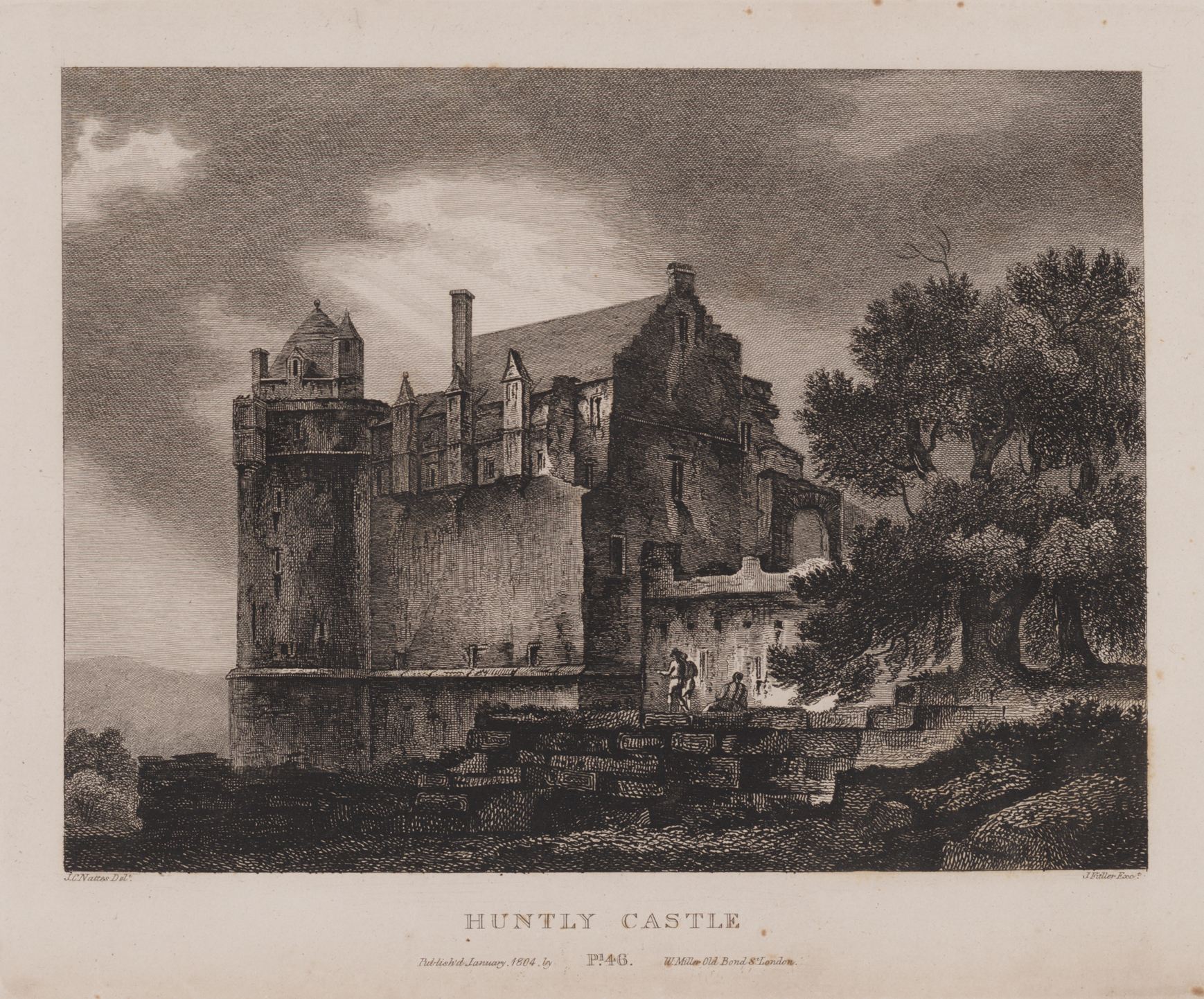
Grabado del castillo por James Fittler (1758-1835), basado en un dibujo de 1799 de John Claude Nattes (1765-1839).

El castillo de Huntly, en la localidad de Huntly, Aberdeenshire, se refiere a tres fortificaciones construidas sobre el mismo terreno, todas ellas de una gran relevancia en la historia de Escocia, entre otros aspectos por pertenecer al clan Gordon, una de las familias más poderosas de Escocia y, entre 1540 y 1640, la más acaudalada de Escocia.

## Primer castillo
Construido a finales del siglo XII para controlar el vado del río Deveron en su confluencia con el río Bogie, el primer castillo, del tipo motte y bailey, característico del siglo XII en Escocia –aunque había sido introducido anteriormente en Inglaterra y Gales en el siglo XI, por los normandos– fue construido de madera. Conocido también como el Peel de Strathbogie, hasta 1506, Roberto I se alojó allí en 1307 durante las Guerras de independencia de Escocia.

## Segundo castillo
Se comenzó a construir el segundo castillo, una gran torre de planta en L, alrededor del 1400. Sería destruida en 1594 por el conde de Moray, durante las luchas entre Jacobo II y el clan Douglas. Durante su esplendor, en enero de 1496 acogió al rey Jacobo IV de Escocia para la boda de Perkin Warbeck, el pretendiente al trono de Enrique VII de Inglaterra, con lady Catherine Gordon, la Rosa Blanca de Escocia, la hija del segundo conde de Huntly.

## El palacio
Tras visitar Francia, George Gordon, el cuarto conde de Huntly y chambelán de Escocia comenzó las obras de un palacio en el recinto del castillo. Sin embargo, tras su derrota por la reina María Estuardo en la batalla de Corrichie (1562), el edificio fue saqueado y dañado, aunque no destruido del todo. Su nieto, el sexto conde y primer marqués de Huntly –siendo este marquesado él de más antigüedad de Escocia y la segunda más antigua del Reino Unido–, lo completaría en 1606, con los grandes ventanales insirados por el Chateau of Blois, aunque el interior del «viejo gran torre» original sería destruido en 1594 para castigarle por su 
A comienzos del 1640, el segundo marqués realizó más obras, pero tras el asedio sufrido en 1647, durante la Revolución inglesa, el consiguiente exterminio de su guarnición, y la posterior decapitación del marqués, el palacio cayó en ruina.